# الخوف والرغبة
الخوف والرغبة (بالإنجليزية: Fear and Desire)‏ فيلم أمريكي ضد الحرب صدر عام 1953 من إنتاج وإخراج ومونتاج ستانلي كوبريك. والفيلم هو باكورة إنتاج المخرج ستانلي كوبريك.

## روابط خارجية
- الخوف والرغبة على موقع IMDb (الإنجليزية)
- الخوف والرغبة على موقع الموسوعة البريطانية (الإنجليزية)
- الخوف والرغبة على موقع روتن توميتوز (الإنجليزية)
- الخوف والرغبة على موقع نتفليكس (الإنجليزية)
- الخوف والرغبة على موقع ألو سيني (الفرنسية)
- الخوف والرغبة على موقع Turner Classic Movies (الإنجليزية)
- الخوف والرغبة على موقع أول موفي (الإنجليزية)
- الخوف والرغبة على موقع فيلمافينيتي (الإسبانية)
- الخوف والرغبة على موقع قاعدة بيانات الأفلام السويدية (السويدية)
- الخوف والرغبة على موقع قاعدة بيانات الفيلم (الإنجليزية)